# Гергебиль

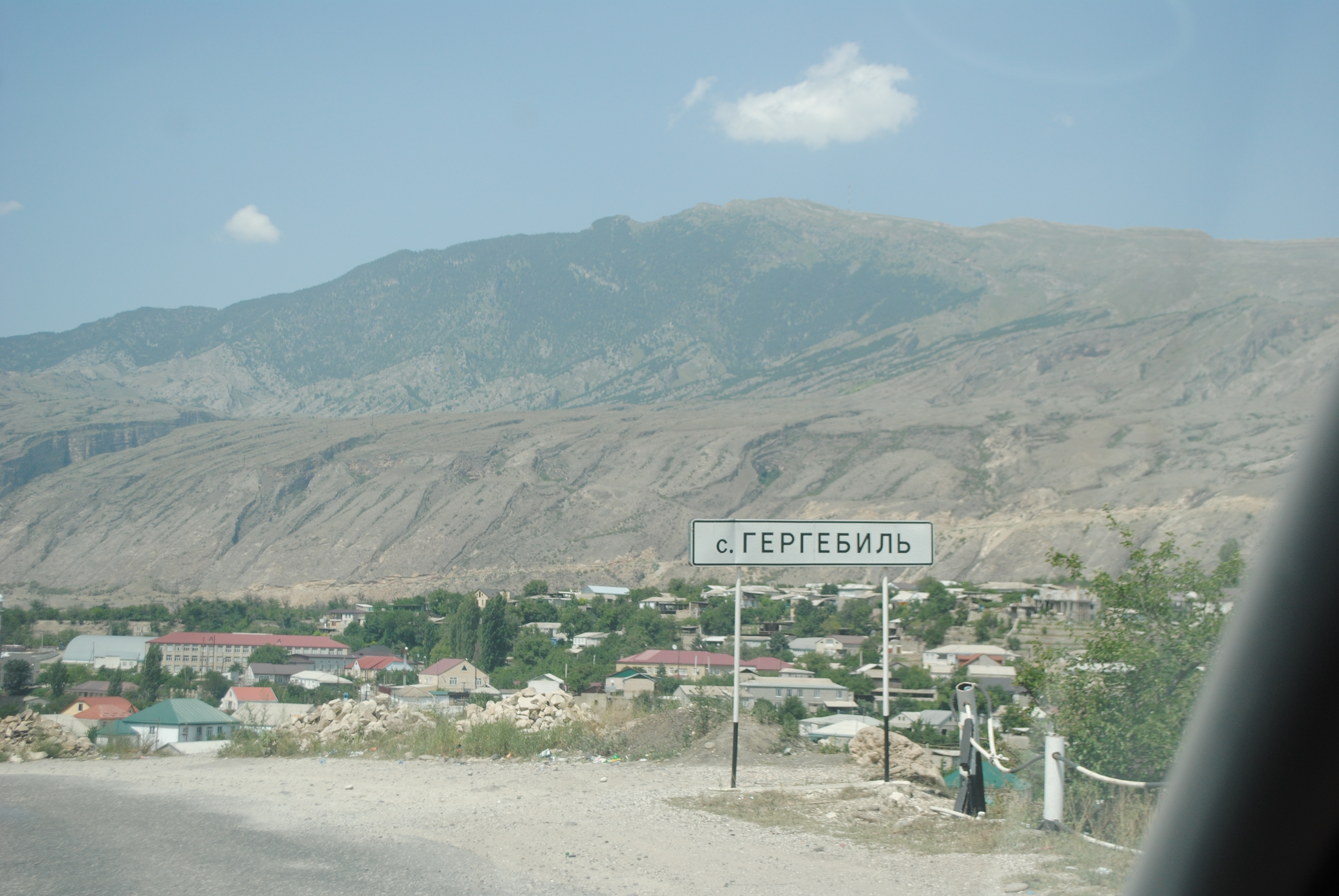
У въезда в село.

Гергебиль (авар. Хьаргаби — «обильно засеянное», названо так из-за плодородия и благоприятных условий) —  село в Дагестане, административный центр Гергебильского района.
Образует сельское поселение село Гергебиль как единственный населённый пункт в его составе.

## Географическое положение
Село Гергебиль расположено на реке Казикумухское Койсу (у места её слияния с рекой Каракойсу), в 106 км к юго-западу от Махачкалы, на высоте 665 м, в 100 км к югу от железнодорожной станции Буйнакск. Узел автодорог.

## Население
| 1888  | 1895  | 1926  | 1939  | 1959  | 1970  | 1979  |
| ----- | ----- | ----- | ----- | ----- | ----- | ----- |
| 1203  | ↗1310 | ↗1489 | ↗2086 | ↗2600 | ↗3217 | ↗3366 |
| 1989  | 2002  | 2010  | 2012  | 2013  | 2014  | 2015  |
| ↗3755 | ↗4770 | ↗5195 | ↗5211 | ↗5252 | ↗5312 | ↗5391 |
| 2016  | 2017  | 2018  | 2019  | 2020  | 2021  | 2023  |
| ↗5464 | ↗5520 | ↗5574 | ↗5622 | ↗5681 | ↘4818 | ↗4859 |
| 2024  | 2025  |       |       |       |       |       |
| ↗4878 | ↗4933 |       |       |       |       |       |

## История
В 1842 году генерал Фези основал в ауле укрепление, которое было захвачено дагестанскими горцами под командованием имама Шамиля осенью 1843 года.
В июне 1847 года селение находилось в осаде и было взято штурмом русской армией. Потери при этом составили 9 офицеров убитыми и 28 ранеными, а также были убиты 123 нижних чина и 509 получили ранения.
В середине 1970-х годов в состав села включен посёлок Фруктово-консервного завода.

## Достопримечательности
- Жертвенное место (в 2 км к северу от села — на вершине горы Зуберха).
- Памятник богатырю Осману Абдурахманову (скульптор А. Магомедов, 2007).
- Памятник Серго Орджоникидзе (1967).